# Tom Waring
Thomas Waring (Birkenhead, Inglaterra, 12 de octubre de 1906 - 20 de diciembre de 1980), conocido como "Pongo", fue un futbolista inglés. Su apodo proviene de un famoso personaje de caricaturas de la época llamado Pongo the Pup. Waring es considerado uno de los grandes delanteros centro de la historia del Aston Villa. Durante su carrera, anotó 243 goles en liga en 363 partidos a lo largo de 12 temporadas para 14 clubes diferentes.
Jugó para la selección de Inglaterra entre 1931 y 1932, participando en cinco encuentros y anotando cuatro goles. Se retiró del fútbol profesional tras la Segunda Guerra Mundial y falleció a los 74 años.

## Biografía
Nació el 12 de octubre de 1906 en Higher Tranmere, siendo el tercer hijo de cuatro en su familia. Vivían cerca del campo de Tranmere Rovers.
Comenzó jugando para equipos juveniles en el área de Tranmere antes de unirse a Tranmere Rovers en 1926. Destacó con 23 goles en 24 partidos, incluyendo 6 goles en un partido contra Durham City, lo que lo llevó a fichar por Aston Villa en 1928 por £4,700. En Aston Villa, anotó 167 goles en 226 partidos, incluyendo 10 hat-tricks y un récord de 49 goles en la temporada 1930-31. Además, jugó en Barnsley, Wolverhampton Wanderers, Tranmere Rovers (nuevamente), Accrington Stanley, Bath City, Ellesmere Port Town, Graysons, Birkenhead Docks y Harrowby, y fue invitado por New Brighton en la temporada 1939-40.
Fue convocado cinco veces por la selección de Inglaterra entre 1931 y 1932, anotando cuatro goles.
Falleció en diciembre de 1980 a los 74 años, y sus cenizas fueron esparcidas en la portería de Holte End antes de un partido contra Stoke City.